# Ар (Крез)
Ар (фр. Ars) насеље је и општина у централној Француској у региону Лимузен, у департману Крез која припада префектури Обисон.
По подацима из 2011. године у општини је живело 260 становника, а густина насељености је износила 11,99 становника/km². Општина се простире на површини од 21,69 km². Налази се на средњој надморској висини од 560 метара (максималној 625 m, а минималној 427 m).

## Демографија
| 1962. | 1968. | 1975. | 1982. | 1990. | 1999. | 2011. |
| ----- | ----- | ----- | ----- | ----- | ----- | ----- |
| 275   | 336   | 265   | 250   | 247   | 247   | 260   |

График промене броја становника у току последњих година